# Омура, Норио
Норио Омура (яп. 小村 徳男 Омура Норио, род. 6 сентября 1969, Мацуэ) — японский футбольный защитник, тренер.

## Карьера
На протяжении своей футбольной карьеры выступал за клубы «Иокогама Ф. Маринос», «Вегалта Сэндай», «Санфречче Хиросима», «Иокогама», «Гайнарэ Тоттори».

## Национальная сборная
С 1995 по 1998 год сыграл за национальную сборную Японии 30 матчей, в которых забил 4 гола.

## Статистика за сборную
| Сборная Японии | Сборная Японии | Сборная Японии |
| Год            | Матчи          | Голы           |
| -------------- | -------------- | -------------- |
| 1995           | 4              | 0              |
| 1996           | 12             | 2              |
| 1997           | 10             | 2              |
| 1998           | 4              | 0              |
| Итого          | 30             | 4              |

## Достижения

### Командные
- Джей-лиги: 1995
- Кубок Императора: 1992
- Кубок Джей-лиги: 2001